# Borut Furlan (zdravnik)
‎‎
Borut Furlan, slovenski pravnik, zdravnik, partizan in pedagog, * 1921, † 1973.
Med drugo svetovno vojno je bil sprva v italijanskem zaporu, nato pa se je pridružil v NOV in POS. Po vojni je postal specialist sodne medicine in docent Medicinske fakultete v Ljubljani.
Njegov oče je bil Boris Furlan, obsojenec na Nagodetovemu procesu.